# Matthieu Udol
Matthieu Udol (Metz, Mosela, 20 de marzo de 1996) es un futbolista francés. Juega de defensa y su equipo es el R. C. Lens de la Ligue 1 de Francia.

## Estadísticas
Actualizado al último partido disputado en la temporada 2024-25 (no incluye encuentros por equipos reserva).
| Club                                                                                         | Div.          | Temporada     | Liga  | Liga  | Copas nacionales(1) | Copas nacionales(1) | Copas internacionales | Copas internacionales | Total | Total |
| Club                                                                                         | Div.          | Temporada     | Part. | Goles | Part.               | Goles               | Part.                 | Goles                 | Part. | Goles |
| -------------------------------------------------------------------------------------------- | ------------- | ------------- | ----- | ----- | ------------------- | ------------------- | --------------------- | --------------------- | ----- | ----- |
| RFC Seraing · Bélgica                                                                        | 2.ª           | 2015-16       | 12    | 3     | 1                   | 0                   | ―                     | ―                     | 13    | 3     |
| RFC Seraing · Bélgica                                                                        | Total club    | Total club    | 12    | 3     | 1                   | 0                   | 0                     | 0                     | 13    | 3     |
| F. C. Metz Francia                                                                           | 2.ª           | 2015-16       | 8     | 0     | 0                   | 0                   | ―                     | ―                     | 8     | 0     |
| F. C. Metz Francia                                                                           | 1.ª           | 2016-17       | 3     | 0     | 0                   | 0                   | ―                     | ―                     | 3     | 0     |
| F. C. Metz Francia                                                                           | 1.ª           | 2017-18       | 6     | 0     | 0                   | 0                   | ―                     | ―                     | 6     | 0     |
| F. C. Metz Francia                                                                           | 2.ª           | 2018-19       | 5     | 0     | 0                   | 0                   | ―                     | ―                     | 5     | 0     |
| F. C. Metz Francia                                                                           | 1.ª           | 2019-20       | 13    | 0     | 1                   | 0                   | ―                     | ―                     | 14    | 0     |
| F. C. Metz Francia                                                                           | 1.ª           | 2020-21       | 25    | 0     | 2                   | 0                   | ―                     | ―                     | 27    | 0     |
| F. C. Metz Francia                                                                           | 1.ª           | 2021-22       | 12    | 1     | 0                   | 0                   | ―                     | ―                     | 12    | 1     |
| F. C. Metz Francia                                                                           | 2.ª           | 2022-23       | 38    | 3     | 3                   | 0                   | ―                     | ―                     | 41    | 3     |
| F. C. Metz Francia                                                                           | 1.ª           | 2023-24       | 32    | 3     | 0                   | 0                   | ―                     | ―                     | 32    | 3     |
| F. C. Metz Francia                                                                           | 2.ª           | 2024-25       | 34    | 6     | 3                   | 0                   | ―                     | ―                     | 37    | 6     |
| F. C. Metz Francia                                                                           | Total club    | Total club    | 176   | 13    | 9                   | 0                   | 0                     | 0                     | 185   | 13    |
| R. C. Lens Francia                                                                           | 1.ª           | 2025-26       | 0     | 0     | 0                   | 0                   | ―                     | ―                     | 0     | 0     |
| R. C. Lens Francia                                                                           | Total club    | Total club    | 0     | 0     | 0                   | 0                   | 0                     | 0                     | 0     | 0     |
| Total carrera                                                                                | Total carrera | Total carrera | 188   | 16    | 10                  | 0                   | 0                     | 0                     | 198   | 16    |
| (1) Incluye datos de la Copa de Francia, la Copa de Bélgica y la Copa de la Liga de Francia. |               |               |       |       |                     |                     |                       |                       |       |       |

## Palmarés

### Títulos nacionales
| Título  | Club       | País    | Año     |
| ------- | ---------- | ------- | ------- |
| Ligue 2 | F. C. Metz | Francia | 2018-19 |

## Vida personal
Nacido en Francia, Udol es descendiente de Guadalupe.